# Сплави кобальту
Спла́ви ко́бальту або ко́бальтові спла́ви (англ. Cobalt alloys) — сплави на основі кобальту, що належать до жароміцних, магнітних та інших прецизійних сплавів. Застосовуються переважно для виготовлення деталей, що працюють при високих температурах (наприклад, лопаток турбореактивних двигунів) а також, постійних магнітів.

## Загальна інформація
Використання кобальту як основи жароміцних, магнітних та інших прецизійних сплавів пов'язане з тим, що він з багатьма елементами (Fe, Ni, Cr, Mo та ін.) дає широкі області твердих розчинів. Скорочення області твердих розчинів при зниженні температури і утворення з них хімічних сполук при відповідній термічній обробці дозволяє отримувати кобальтові сплави з високодисперсною гетерогенною структурою.
Кобальтові сплави відомі у декількох композиціях: Со-Cr, Co-Cr-Ni, Co-Cr-Ni-W та багатокомпонентні кобальтові сплави з легуючими елементами, що додають їм високу жароміцність. Так само як і нікелеві, кобальтові жароміцні сплави містять у ролі другого, головного компонента хром (до 20 %), що забезпечує високу стійкість до корозії. Крім цього, до складу кобальтових сплавів входять вуглець, молібден, вольфрам, ніобій та інші елементи. Високий вміст цих елементів, змінна розчинність фаз при зміні температури змінюють властивості сплавів при старінні в інтервалі температур 600…900 °С. З великою схильністю кобальтових сплавів до старіння і пов'язане їхнє зміцнення при високій температурі.

## Історична довідка
Ще на початку XX століття компанією «Гейнс» (англ. Haynes) були отримані патенти на сплави системи Co-Cr та Co-Cr-W. Ці сплави, що отримали назву «стеліти» використовувались при виготовленні різального інструменту та зносостійких деталей. В 1930-х роках було розроблено ливарний Co-Cr-Mo сплав віталіум (Vitallium®) для зубного протезування (65 % Co, 30 % Cr, 5 % Mo). Схожий за складом сплав HS-21 став використовуватись десятиліття по тому в турбонагнітачах і газових турбінах. Тоді ж почали використовувати сплав системи Co-Ni-Cr для напрямних лопаток газотурбінних двигунів. У 1943 році було розроблено ливарний сплав системи Co-Ni-Cr-W (X-40), що також знайшов застосування при виготовленні лопаток. У 1950—1970 роки було розроблено нові нікелеві жароміцні сплави, виготовлені шляхом вакуумного плавлення і зміцнювані за рахунок виділення γ-фази, що обумовило зменшення використання сплавів на основі кобальту.

## Жароміцні та зносостійкі кобальтові сплави
Так звані ливарні кобальтові сплави — сплави системи Cо-Cr-C-X, де X — W, Мо, Nb, Ni, мають хороші ливарні властивості; у зв'язку з тим, що зміцнення таких кобальтових сплавів створюється в основному карбідними фазами, вони містять 0,2…1,0 % С. Додавання бору покращує ливарні характеристики сплавів, але може погіршити їх зварюваність.
При термічних ударах і циклічних теплових навантаженнях аж до 1100 °С литі кобальтові сплави значно стійкіші, ніж нікелеві. Характерна особливість кобальтових сплавів — здатність зберігати жароміцність до температур, незначно менших (приблизно на 110°) від температури їх плавлення. При температурі близько 980 °С жароміцність їх є набагато вищою за жароміцність складно легованих сплавів на нікелевій основі (які, у свою чергу, відрізняються від кобальтових більшою жароміцністю за нижчих температур 750…860 °С)
Кобальтові сплави проявляють досить хороший опір термічній втомі. Середній коефіцієнт теплового розширення невисокий (15,9…16,5)•10−6 1/°C в інтервалі температур 20…870 °С. Найбільш жароміцні кобальтові сплави зберігають працездатність при температурах до 1100 °С, границя тривалої міцності {\displaystyle \sigma _{100}^{1100}} ≈ 70 МН / м2.
Сплави кобальту системи Co-Cr-Ni-Mn, що містять до 50 % Co (деформівні кобальтові сплави), характеризуються високим опором термічній втомі й задовільно обробляються тиском. Кобальтові сплави стеліти (30 % Cr, а також W, Si і C) застосовують для наплавлення на інструменти та деталі машин (без подальшої термічної обробки) з метою підвищення їх зносостійкості.

## Прецизійні сплави з кобальтом
Як основний або легувальний елемент кобальт входить до складу магнітних матеріалів. Особливості структури кобальтових сплавів забезпечують їм додаткові області застосування. Висока дисперсність і гетерогенність структури забезпечує високу коерцитивну силу деяких кобальтових сплавів, високу стійкість їх до повзучості тощо. Наприклад, сплави сплави на основі системи залізо — кобальт — нікель — алюміній (8–12 % Al, 15–26 % Ni, 5–24 % Co, до 6 % Cu, до 1 % Ti, решта — Fe) мають високу намагнічуваність у магнітних полях напруженістю вище від 6 Е. Сплав кобальту з платиною після гартування від 1200 °С та відпуску при 650 °С має дуже високу коерцитивну силу 2650 Е, завдяки чому його використовують для виготовлення дуже коротких постійних магнітів.
Високою магнітною проникністю та малою коерцитивною силою у слабких магнітних полях характеризується прецизійний магнітно-м'який сплав пермендюр (47…50 % Fe, 48…50 % Co, 1,5…2 % Co), що знайшов застосування при виготовленні полюсних кінців електромагнітів, роторних пластин малогабаритних електродвигунів та інших приладів, де необхідно сконцентрувати в малому просторі потужний потік різних силових ліній.